# Furuset Forum
Furuset Forum er en multifunktionssal i Furuset i Oslo og blev bygget som en del af en større aftale mellem Furuset IF og IKEA. Aftalen gav IKEA jord til at bygge et stormagasin i Strømsveien, og Furuset Idrettsforening fik sine faciliteter Furuset Forum, Furuset Tennissenter og Furuset Stadion bygget.
Furuset Forum ligger i nærheden af Furuset-centret og er en multifunktionel hall, der bruges til håndbold, ishockey, kunstskøjteløb og mere. Vest for hallen er Furuset aktivitetspark. Hallen ejes og drives af Furuset Sportsanlegg AS. Furuset Forum åbnede den 2. september 1998.

## Historie
Før 1998 spillede Furuset Ishockey sine hjemmekampe i Furuset ishall. Vålerenga Ishockey spillede deres hjemmekampe i Furuset Forum fra 2017 til 2020.

## Eksterne links
- Officiel hjemmeside
- Furuset-supportere
- Skøjtebaner og baner i Norge  hockey.no

59°56′25″N 10°53′48″Ø / 59.940197°N 10.896786°Ø